# Рибе (Порденоне)
Рибе је насеље у Италији у округу Порденоне, региону Фурланија-Јулијска крајина.
Према процени из 2011. у насељу је живело 12 становника. Насеље се налази на надморској висини од 430 м.